# 레트로 유니폼
레트로 유니폼(retro uniform)은 프로스포츠 구단 등에서 과거 착용하였던 유니폼을 기념 혹은 헤리티지 마케팅 등 특별한 목적을 위해 다시 제작하여 착용 및 판매하는 유니폼이다.
외국에서는 Throwback Uniforms, Throwback Jerseys, Retro Kits, Heritage Guernseys 등으로 불린다.
국가대표도 레트로 유니폼이 있으며 브라질 축구 국가대표팀이 2019년 코파 아메리카에서 흰색 유니폼으로 레트로 유니폼을 채택한 적이 있다.en:2019 Copa América Group A

## 같이 보기
- 헤리티지 마케팅